# Copa del Atlántico (Canaries)
La Copa del Atlántico est un tournoi de football opposant des sélections nationales U19 ou U18. Elle se joue sur l'île de Gran Canaria en Espagne depuis 1964. 40 éditions ont eu lieu depuis. 2 éditions non officielles ont eu lieu précédemment, de 1962 à 1964.
Cette compétition a généralement lieu en janvier ou février et réunie la sélection des Îles Canaries, celle d'Espagne et un deux autres équipes rivales pouvant venir d'Europe, d'Afrique ou d'Amérique. Bien que non reconnue par la FIFA l'équipe locale a connu quelques succès contre des sélections officielles contenant plusieurs grands internationaux.
La Copa del Atlántico connait un rayonnement international important et de nombreux représentants de clubs ou de scouts venant de Liga ou de Premier League suivent cette compétition avec attention. Sur les dernières années, on peut notamment noter les performances de joueurs tels que Thiago Alcántara, Álvaro Morata ou Paco Alcácer, tour à tour meilleurs buteurs de la compétition.

## Histoire
En 1962, l'Unión Deportiva Las Palmas remporte le Championnat Junior Club en Espagne et décide d'organiser un tournoi local. Lors des deux premières éditions, non officielles, l'équipe de jeune affronte celle de Lisbonne en 1962 et celle d'Angleterre en 1963. En 1964 l'Association de football des Îles Canaries prend les rênes de la compétition. Les joueurs locaux sont mis en avant via une sélection jusqu'en 1979. Après une pause de près de 10 ans la compétition reprend mais sans les formations locales. La sélection est finalement de retour à partir de 1993.

## Palmarès
| Année             | Vainqueur          | Second           | Troisième          | Quatrième          |
| 1962 non-officiel | Îles Canaries      | Lisbonne         | -                  | -                  |
| 1963 non-officiel | Îles Canaries      | Angleterre       | -                  | -                  |
| 1964              | Las Palmas         | Suède            | Tenerife           | -                  |
| 1966              | Italie             | Îles Canaries    | Madère             | -                  |
| 1967              | Allemagne          | Castilla         | Tenerife           | Las Palmas         |
| 1968              | France             | Tenerife         | Las Palmas         | Catalogne          |
| 1970              | France             | Îles Canaries    | Allemagne          | -                  |
| 1971              | Allemagne          | Pays-Bas         | France             | Îles Canaries      |
| 1972              | Pays-Bas           | Espagne          | France             | Îles Canaries      |
| 1973              | Îles Canaries      | Allemagne        | Écosse             | Pays-Bas           |
| 1974              | Yougoslavie        | France           | Écosse             | Îles Canaries      |
| 1975              | Angleterre         | Îles Canaries    | Allemagne          | Pologne            |
| 1976              | Bulgarie           | Belgique         | Îles Canaries      | Finlande           |
| 1977              | Îles Canaries      | Angleterre       | Hongrie            | Uruguay            |
| 1978              | Angleterre         | Union Soviétique | Îles Canaries      | -                  |
| 1979              | Écosse             | Allemagne        | Suède              | Îles Canaries      |
| 1989              | Espagne            | Finlande         | Norvège            | Danemark           |
| 1990              | Brésil             | Allemagne        | France             | Espagne            |
| 1991              | Espagne            | Allemagne        | Portugal           | Suède              |
| 1992              | Espagne            | Portugal         | Allemagne          | Italie             |
| 1993              | Pays-Bas           | Espagne          | Îles Canaries      | Danemark           |
| 1994              | Espagne            | Pays-Bas         | Îles Canaries      | Allemagne          |
| 1995              | Espagne            | Portugal         | Allemagne          | Îles Canaries      |
| 1996              | France             | Espagne          | Îles Canaries      | Danemark           |
| 1997              | Espagne            | Îles Canaries    | France             | Belgique           |
| 1998              | Portugal           | Danemark         | Îles Canaries      | Espagne            |
| 1999              | Espagne            | Allemagne        | Îles Canaries      | Portugal           |
| 2000              | Yougoslavie        | Îles Canaries    | Espagne            | -                  |
| 2001              | Espagne            | Allemagne        | Îles Canaries      | Danemark           |
| 2002              | Espagne            | France           | Danemark           | Îles Canaries      |
| 2003              | Espagne            | Slovaquie        | Gabon              | Îles Canaries      |
| 2004              | Espagne            | Italie           | Îles Canaries      | Irlande            |
| 2005              | République Tchèque | Espagne          | Îles Canaries      | Grèce              |
| 2006              | Îles Canaries      | Espagne          | Irlande du Nord    | Autriche           |
| 2007              | Espagne            | Îles Canaries    | Danemark           | République Tchèque |
| 2008              | Espagne            | Îles Canaries    | France             | Ukraine            |
| 2009              | Espagne            | Îles Canaries    | Allemagne          | -                  |
| 2010              | Espagne            | France           | Îles Canaries      | -                  |
| 2011              | Espagne            | Îles Canaries    | Mexique            | -                  |
| 2012              | Espagne            | Russie           | Îles Canaries      | -                  |
| 2013              | Espagne            | Mexique          | Portugal           | Îles Canaries      |
| 2014              | Argentina          | Espagne          | Îles Canaries      | États-Unis         |
| 2015              | Espagne            | Îles Canaries    | Portugal           | Costa Rica         |
| 2016              | France             | Espagne          | Îles Canaries      | États-Unis         |
| 2017              | Japon              | Espagne          | Belgique           | Îles Canaries      |
| 2018              | Espagne            | Japon            | République Tchèque | Îles Canaries      |
| 2019              | Espagne            | Japon            | Serbie             | Îles Canaries      |
| 2020              | Espagne            | Japon            | Slovaquie          | Mexique            |

## Palmarès par équipe
| Équipe             | Vainqueur | Second |
| Espagne            | 22        | 8      |
| Îles Canaries      | 5         | 10     |
| France             | 4         | 3      |
| Allemagne          | 2         | 6      |
| Angleterre         | 2         | 2      |
| Pays-Bas           | 2         | 2      |
| Yougoslavie        | 2         | 0      |
| Japon              | 1         | 3      |
| Portugal           | 1         | 2      |
| Italie             | 1         | 1      |
| Las Palmas         | 1         | 0      |
| Bulgarie           | 1         | 0      |
| Écosse             | 1         | 0      |
| Brésil             | 1         | 0      |
| République Tchèque | 1         | 0      |
| Argentina          | 1         | 0      |
| Lisbonne           | 0         | 1      |
| Suède              | 0         | 1      |
| Castilla           | 0         | 1      |
| Tenerife           | 0         | 1      |
| Belgique           | 0         | 1      |
| Union Soviétique   | 0         | 1      |
| Finlande           | 0         | 1      |
| Danemark           | 0         | 1      |
| Slovaquie          | 0         | 1      |
| Russie             | 0         | 1      |
| Mexique            | 0         | 1      |